# Denys de Milet
Pour les articles homonymes, voir Denys.
Denys de Milet est un logographe grec au Ve siècle av. J.-C.
Il est l'auteur d'un Cycle mythique, recueil de traditions des anciens poètes, et d'un Cycle historique, où il traitait sans doute des âges postérieurs à la guerre de Troie. Il n'en reste que des fragments, dont l'authenticité même est douteuse.

## Source
Cet article comprend des extraits du Dictionnaire Bouillet. Il est possible de supprimer cette indication, si le texte reflète le savoir actuel sur ce thème, si les sources sont citées, s'il satisfait aux exigences linguistiques actuelles et s'il ne contient pas de propos qui vont à l'encontre des règles de neutralité de Wikipédia.